# Gallerucida postifusca
Gallerucida postifusca is een keversoort uit de familie bladkevers (Chrysomelidae). De wetenschappelijke naam van de soort werd in 1994 gepubliceerd door Yang.